# Gathering Mercury
Gathering Mercury è l'undicesimo album in studio da solista del cantante australiano Colin Hay, pubblicato nel 2011.

## Tracce
1. Send Somebody – 4:37
2. Family Man – 4:24
3. Invisible – 4:03
4. Dear Father – 3:19
5. Gathering Mercury – 4:21
6. Half A Million Angels – 4:03
7. Far From Home – 3:53
8. Where The Sky Is Blue – 4:05
9. A Simple Song – 3:30
10. Goodnight Romeo – 2:49